# Circonscription électorale de Cadix
Ne doit pas être confondu avec Circonscription autonomique de Cadix.
La circonscription électorale de Cadix est l'une des cinquante-deux circonscriptions électorales espagnoles utilisées comme divisions électorales pour les élections générales espagnoles.
Elle correspond géographiquement à la province de Cadix.

## Historique
Elle est instaurée en 1977 par la loi pour la réforme politique puis confirmée avec la promulgation de la Constitution espagnole qui précise à l'article 68 alinéa 2 que chaque province constitue une circonscription électorale.

## Congrès des députés

### Synthèse
|             |       | 1977 | 1979 | 1982 | 1986 | 1989 | 1993 | 1996 | 2000 | 2004 | 2008 | 2011 | 2015 | 2016 | 04/19 | 11/19 | 2023 |
| ----------- | ----- | ---- | ---- | ---- | ---- | ---- | ---- | ---- | ---- | ---- | ---- | ---- | ---- | ---- | ----- | ----- | ---- |
| UCD         |       | 2    | 2    |      |      |      |      |      |      |      |      |      |      |      |       |       |      |
| AP & alliés |       |      |      | 2    | 2    |      |      |      |      |      |      |      |      |      |       |       |      |
| PSP         |       | 1    |      |      |      |      |      |      |      |      |      |      |      |      |       |       |      |
| PCE         |       | 1    | 1    |      |      |      |      |      |      |      |      |      |      |      |       |       |      |
| IU          |       |      |      |      |      | 1    | 1    | 1    |      |      |      |      |      |      |       |       |      |
| PA          |       |      | 2    |      |      | 1    |      |      | 1    |      |      |      |      |      |       |       |      |
| PSOE        |       | 4    | 3    | 6    | 7    | 6    | 5    | 4    | 4    | 6    | 5    | 3    | 3    | 3    | 3     | 3     | 3    |
| PP          |       |      |      |      |      | 1    | 3    | 4    | 4    | 3    | 4    | 5    | 3    | 3    | 1     | 2     | 4    |
| Cs          |       |      |      |      |      |      |      |      |      |      |      |      | 1    | 1    | 2     | 1     |      |
| Podemos     |       |      |      |      |      |      |      |      |      |      |      |      | 2    | 2    | 2     | 1     |      |
| Vox         |       |      |      |      |      |      |      |      |      |      |      |      |      |      | 1     | 2     | 1    |
| Sumar       |       |      |      |      |      |      |      |      |      |      |      |      |      |      |       |       | 1    |
|             |       |      |      |      |      |      |      |      |      |      |      |      |      |      |       |       |      |
| Total       | Total | 8    | 8    | 8    | 9    | 9    | 9    | 9    | 9    | 9    | 9    | 8    | 9    | 9    | 9     | 9     | 9    |

### 1977
| Parti | Parti | Députés                                                                                         |
| ----- | ----- | ----------------------------------------------------------------------------------------------- |
| PSOE  |       | Manuel Chaves, Pedro Jiménez Galán, Jerónimo Sánchez Blanco, Ramón Arturo Vargas-Machuca Ortega |
| UCD   |       | José Manuel Paredes Grosso, Fernando Jorge Portillo Scharfhausen                                |
| PCE   |       | Rafael Alberti Merello                                                                          |
| PSP   |       | Esteban Caamaño Bernal                                                                          |

- Rafael Alberti Merello est remplacé en septembre 1977 par Francisco Cabral Oliveros.

### 1979
| Parti | Parti | Députés                                                                   |
| ----- | ----- | ------------------------------------------------------------------------- |
| PSOE  |       | Esteban Caamaño Bernal, Manuel Chaves, Ramón Arturo Vargas-Machuca Ortega |
| UCD   |       | Juan Antonio García Díez, Antonio Morillo Crespo                          |
| PA    |       | Alejandro Rojas marcos de la Viesca, Emilio Rubiales Rojas                |
| PCE   |       | Francisco Cabral Oliveros                                                 |

### 1982
| Parti  | Parti | Députés |
| ------ | ----- | --- |
| PSOE   |       | Manuel Chaves, Eduardo García Espinosa, Francisco Perea Torres, María del Carmen Pinedo Sánchez, Ramón Santos Jurado, Ramón Arturo Vargas-Machuca Ortega |
| AP-PDP |       | Rodrigo Rato, Enrique González Vaello |

### 1986
| Parti | Parti | Députés |
| ----- | ----- | --- |
| PSOE  |       | Manuel Chaves, Eduardo García Espinosa, Sergio Moreno Monrové, María del Carmen Pinedo Sánchez, Jesús Ruiz Fernández, Ramón Santos Jurado, Ramón Arturo Vargas-Machuca Ortega |
| CP    |       | Álvaro Molina Fernández-Miranda, Rodrigo Rato |

### 1989
| Parti | Parti | Députés |
| ----- | ----- | --- |
| PSOE  |       | Manuel Chaves, Eduardo García Espinosa, Alfonso Perales Pizarro, Carmen Romero López, Ramón Santos Jurado, Ramón Arturo Vargas-Machuca Ortega |
| PP    |       | Teófila Martínez |
| IU    |       | Jerónimo Andreu Andreu |
| PA    |       | Antonio Moreno Olmedo |

- Manuel Chaves est remplacé en juin 1990 par Elvira Castilla del Pino.

### 1993
| Parti | Parti | Députés |
| ----- | ----- | --- |
| PSOE  |       | Eduardo García Espinosa, Sergio Moreno Monrové, Alfonso Perales Pizarro, Carmen Romero López, Ramón Santos Jurado |
| PP    |       | Luis Ángel Fernández Rodríguez, Teófila Martínez, Alfonso Moreno del Cuvillo                                      |
| IU    |       | Jerónimo Andreu Andreu                                                                                            |

- Teófila Martínez est remplacée en septembre 1995 par José Luis Landero Mateos.

### 1996
| Parti | Parti | Députés                                                                                             |
| ----- | ----- | --------------------------------------------------------------------------------------------------- |
| PSOE  |       | Salvador de la Encina, Sergio Moreno Monrové, Alfonso Perales Pizarro, Carmen Romero López          |
| PP    |       | Luis Ángel Fernández Rodríguez, Juan Francisco Ibáñez Haro, Teófila Martínez, Aurelio Sánchez Ramos |
| IU    |       | Willy Enrique Meyer Pleite                                                                          |

### 2000
| Parti | Parti | Députés                                                                                          |
| ----- | ----- | ------------------------------------------------------------------------------------------------ |
| PSOE  |       | Salvador de la Encina, Alfonso Perales Pizarro, Carmen Romero López, María Carmen Sánchez Díaz   |
| PP    |       | José Ignacio Landaluce, Jesús Andrés Mancha Cadenas, Aurelio Romero Girón, Aurelio Sánchez Ramos |
| PA    |       | José Núñez Castain                                                                               |

- Alfonso Perales Pizarro est remplacé en mai 2000 par José Fernández Chacón.

### 2004
| Parti | Parti | Députés |
| ----- | ----- | --- |
| PSOE  |       | Salvador de la Encina, María Isabel Fuentes González, Encarnación Niño Rico, Alfonso Perales Pizarro, Rafael Román Guerrero, María Carmen Sánchez Díaz |
| PP    |       | Miguel Arias Cañete, Jesús Andrés Mancha Cadenas, Aurelio Sánchez Ramos                                                                                |

- Alfonso Perales Pizarro est remplacé en janvier 2007 par María Josefa Ponce Aguilera.

### 2008
| Parti | Parti | Députés |
| ----- | ----- | --- |
| PSOE  |       | Alfredo Pérez Rubalcaba, María Carmen Sánchez Díaz, Rafael Román Guerrero, Salvador de la Encina, Ana María Chacón Carretero |
| PP    |       | Teófila Martínez, José Ignacio Landaluce, Aurelio Antonio Sánchez Ramos, Aurelio Romero Girón                                |

### 2011
| Parti | Parti | Députés |
| ----- | ----- | --- |
| PP    |       | Teófila Martínez, José Ignacio Landaluce, Aurelio Romero Girón, María Felicidad Rodríguez Sánchez, Alfonso Candón |
| PSOE  |       | Manuel Chaves, María Carmen Sánchez Díaz, Francisco González Cabaña                                               |

- Manuel Chaves est remplacé en juillet 2015 par Salvador de la Encina.

### 2015
| Parti   | Parti | Députés                                                           |
| ------- | ----- | ----------------------------------------------------------------- |
| PSOE    |       | Salvador de la Encina, Miriam Alconchel, Juan Carlos Campo        |
| PP      |       | Teófila Martínez, María José García-Pelayo Jurado, Alfonso Candón |
| Podemos |       | Noelia Vera Ruiz-Herrera, Juan Antonio Delgado Ramos              |
| CS      |       | Francisco Javier Cano Leal                                        |

### 2016
| Parti | Parti | Députés                                                           |
| ----- | ----- | ----------------------------------------------------------------- |
| PP    |       | Teófila Martínez, María José García-Pelayo Jurado, Alfonso Candón |
| PSOE  |       | Salvador de la Encina, Miriam Alconchel, Juan Carlos Campo        |
| UPOD  |       | Noelia Vera Ruiz-Herrera, Juan Antonio Delgado Ramos              |
| CS    |       | Francisco Javier Cano Leal                                        |

- Alfonso Candón (PP) est remplacé en janvier 2019 par Andrés Núñez Jiménez.
- Teófila Martínez (PP) est remplacée en février 2019 par José Ignacio Romaní Cantera.

### Avril 2019
| Parti | Parti | Députés                                                        |
| ----- | ----- | -------------------------------------------------------------- |
| PSOE  |       | Fernando Grande-Marlaska, Eva Bravo Barco, Juan Carlos Campo   |
| Cs    |       | María del Carmen Martínez Granados, Francisco Javier Cano Leal |
| UP    |       | Noelia Vera, Juan Antonio Delgado Ramos                        |
| PP    |       | María José García-Pelayo                                       |
| Vox   |       | Agustín Rosety                                                 |

### Novembre 2019
| Parti | Parti | Députés                                                      |
| ----- | ----- | ------------------------------------------------------------ |
| PSOE  |       | Fernando Grande-Marlaska, Eva Bravo Barco, Juan Carlos Campo |
| Vox   |       | Agustín Rosety, Carlos José Zambrano García-Raez             |
| PP    |       | María José García-Pelayo, José Ortiz Galván                  |
| UP    |       | Noelia Vera                                                  |
| Cs    |       | María del Carmen Martínez Granados                           |

- Fernando Grande-Marlaska (PSOE) est remplacé en février 2020 par María Gemma Araujo Morales.
- Juan Carlos Campo (PSOE) est remplacé en février 2020 par José Ramón Ortega Domínguez.
- Noelia Vera (Podemos) est remplacée en octobre 2021 par Juan Antonio Delgado Ramos.
  - Juan Antonio Delgado (Podemos) est remplacé en juin 2022 par José Luis Bueno Pinto.
- María-José García-Pelayo (PP) est remplacée en août 2022 par José Ignacio Romaní Cantera.

### 2023
| Parti | Parti | Députés                                                                                              |
| ----- | ----- | --- |
| PP    |       | Pedro Gallardo Barrena, José Ignacio Romaní Cantera, Macarena Lorente Anaya, Miguel Ángel Sastre Uyá |
| PSOE  |       | Fernando Grande-Marlaska, María Carmen Sánchez Díaz, Juan Carlos Ruiz Boix                           |
| Vox   |       | Blanca Armario González                                                                              |
| Sumar |       | Esther Gil de Reboleño                                                                               |

- Fernando Grande-Marlaska (PSOE) est remplacé le 12 décembre 2023 par María Isabel Moreno Fernández.

## Sénat

### Synthèse
|             |       | 1977 | 1979 | 1982 | 1986 | 1989 | 1993 | 1996 | 2000 | 2004 | 2008 | 2011 | 2015 | 2016 | 04/19 | 11/19 | 2023 |
| ----------- | ----- | ---- | ---- | ---- | ---- | ---- | ---- | ---- | ---- | ---- | ---- | ---- | ---- | ---- | ----- | ----- | ---- |
| UCD         |       | 2    | 2    |      |      |      |      |      |      |      |      |      |      |      |       |       |      |
| AP & alliés |       |      |      | 1    | 1    |      |      |      |      |      |      |      |      |      |       |       |      |
| PSOE        |       | 2    | 2    | 3    | 3    | 3    | 3    | 3    | 1    | 3    | 3    | 1    | 1    | 1    | 3     | 3     | 1    |
| PP          |       |      |      |      |      | 1    | 1    | 1    | 3    | 1    | 1    | 3    | 3    | 3    |       | 1     | 3    |
| Cs          |       |      |      |      |      |      |      |      |      |      |      |      |      |      | 1     |       |      |
|             |       |      |      |      |      |      |      |      |      |      |      |      |      |      |       |       |      |
| Total       | Total | 4    | 4    | 4    | 4    | 4    | 4    | 4    | 4    | 4    | 4    | 4    | 4    | 4    | 4     | 4     | 4    |

### 1977
| Parti | Parti | Sénateurs                                                   |
| ----- | ----- | ----------------------------------------------------------- |
| PSOE  |       | Guillermo Alonso del Real Montes, José Manuel Duarte Cendán |
| UCD   |       | José Luis de Villar Cerón, Patricio Gutiérrez Cano          |

### 1979
| Parti | Parti | Sénateurs                                        |
| ----- | ----- | ------------------------------------------------ |
| PSOE  |       | José Manuel Duarte Cendán, Rafael Román Guerrero |
| UCD   |       | Carmen Pinedo Sánchez, Pedro Valdecantos García  |

### 1982
| Parti  | Parti | Sénateurs                                                                |
| ------ | ----- | ------------------------------------------------------------------------ |
| PSOE   |       | Francisco Arias Solís, Esteban Caamaño Bernal, José Manuel Duarte Cendán |
| AP-PDP |       | Miguel Arias Cañete                                                      |

### 1986
| Parti | Parti | Sénateurs                                                        |
| ----- | ----- | ---------------------------------------------------------------- |
| PSOE  |       | Francisco Arias Solís, Jaime Pérez-Llorca, Rafael Román Guerrero |
| CP    |       | Javier Cámara Eguinoa                                            |

### 1989
| Parti | Parti | Sénateurs                                                        |
| ----- | ----- | ---------------------------------------------------------------- |
| PSOE  |       | Sergio Moreno Monrové, Jaime Pérez-Llorca, Rafael Román Guerrero |
| PP    |       | Javier Cámara Eguinoa                                            |

### 1993
| Parti | Parti | Sénateurs                                                          |
| ----- | ----- | ------------------------------------------------------------------ |
| PSOE  |       | José Carracao Gutiérrez, Rafael Román Guerrero, Jaime Pérez-Llorca |
| PP    |       | Álvaro Molina Fernández de Miranda                                 |

- Rafael Román Guerrero est remplacé en avril 1995 par José Fernández Chacón.
- Jaime Pérez-Llorca est remplacé en juin 1995 par María Jesús Castro Mateos.

### 1996
| Parti | Parti | Sénateurs                                                                 |
| ----- | ----- | ------------------------------------------------------------------------- |
| PSOE  |       | José Carracao Gutiérrez, María Jesús Castro Mateos, José Fernández Chacón |
| PP    |       | Juan Manuel Armario Vázquez                                               |

### 2000
| Parti | Parti | Sénateurs                                                                             |
| ----- | ----- | ------------------------------------------------------------------------------------- |
| PP    |       | Miguel Arias Cañete, José Blas Fernández Sánchez, María del Carmen González Rodríguez |
| PSOE  |       | José Carracao Gutiérrez                                                               |

### 2004
| Parti | Parti | Sénateurs                                                                      |
| ----- | ----- | ------------------------------------------------------------------------------ |
| PSOE  |       | José Carracao Gutiérrez, María Jesús Castro Mateos, Ana María Chacón Carretero |
| PP    |       | José Blas Fernández Sánchez                                                    |

### 2008
| Parti | Parti | Sénateurs                                                              |
| ----- | ----- | ---------------------------------------------------------------------- |
| PSOE  |       | José Carracao Gutiérrez, María Jesús Castro Mateos, Juan María Cornejo |
| PP    |       | Fernando García Navarro                                                |

### 2011
| Parti | Parti | Sénateurs                                                                   |
| ----- | ----- | --------------------------------------------------------------------------- |
| PP    |       | María José García-Pelayo, Sebastián Ruiz Reyes, José Blas Fernández Sánchez |
| PSOE  |       | Juan María Cornejo                                                          |

- Juan María Cornejo est remplacé en juillet 2015 par Carmen Chico Rodríguez.

### 2015
| Parti | Parti | Sénateurs                                                                |
| ----- | ----- | ------------------------------------------------------------------------ |
| PP    |       | José Ignacio Landaluce, María José de Alba Castiñeira, José Ortiz Galván |
| PSOE  |       | Francisco González Cabaña                                                |

### 2016
| Parti | Parti | Sénateurs                                                                |
| ----- | ----- | ------------------------------------------------------------------------ |
| PP    |       | José Ignacio Landaluce, María José de Alba Castiñeira, José Ortiz Galván |
| PSOE  |       | Francisco González Cabaña                                                |

### Avril 2019
| Parti | Parti | Sénateurs                                                                           |
| ----- | ----- | ----------------------------------------------------------------------------------- |
| PSOE  |       | María Jesús Castro Mateos, Alfonso Carlos Moscoso González, Cándida Verdier Mayoral |
| Cs    |       | Carlos Pérez González                                                               |

### Novembre 2019
| Parti | Parti | Sénateurs                                                                           |
| ----- | ----- | ----------------------------------------------------------------------------------- |
| PSOE  |       | María Jesús Castro Mateos, Alfonso Carlos Moscoso González, Cándida Verdier Mayoral |
| PP    |       | José Ignacio Landaluce                                                              |

### 2023
| Parti | Parti | Sénateurs                                                                        |
| ----- | ----- | -------------------------------------------------------------------------------- |
| PP    |       | José Ignacio Landaluce, María José García-Pelayo, María del Carmen Pérez Becerra |
| PSOE  |       | Alfonso Carlos Moscoso González                                                  |